# Bosporos Rupes
La Bosporos Rupes è una struttura geologica della superficie di Marte.